# Кунгей
Кунгей (кирг. Күңгөй) — село в Алайском районе Ошской области Кыргызстана. Входит в состав Кабылан-Колского айылного аймака.

## География
Село расположено в южной части области, на расстоянии приблизительно 9 километров (по прямой) к северо-западу от села Гульча, административного центра района. Абсолютная высота — 1749 метров над уровнем моря.

## Население
Согласно оценочным данным Национального статистического комитета Кыргызской Республики, численность населения села на начало 2023 года составляла 846 человек.
| год     | 2009 | 2014 | 2015 | 2020 | 2021 | 2023 |
| ------- | ---- | ---- | ---- | ---- | ---- | ---- |
| человек | 628  | 713  | 718  | 804  | 812  | 846  |